# Görvélyfű csuklyásbagoly

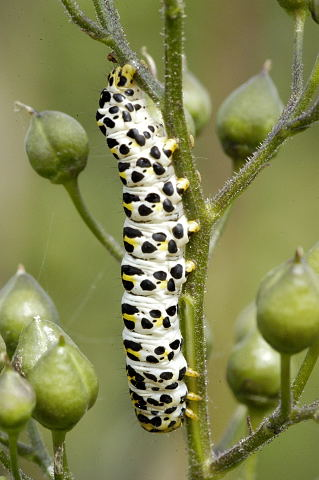
A lepke hernyója

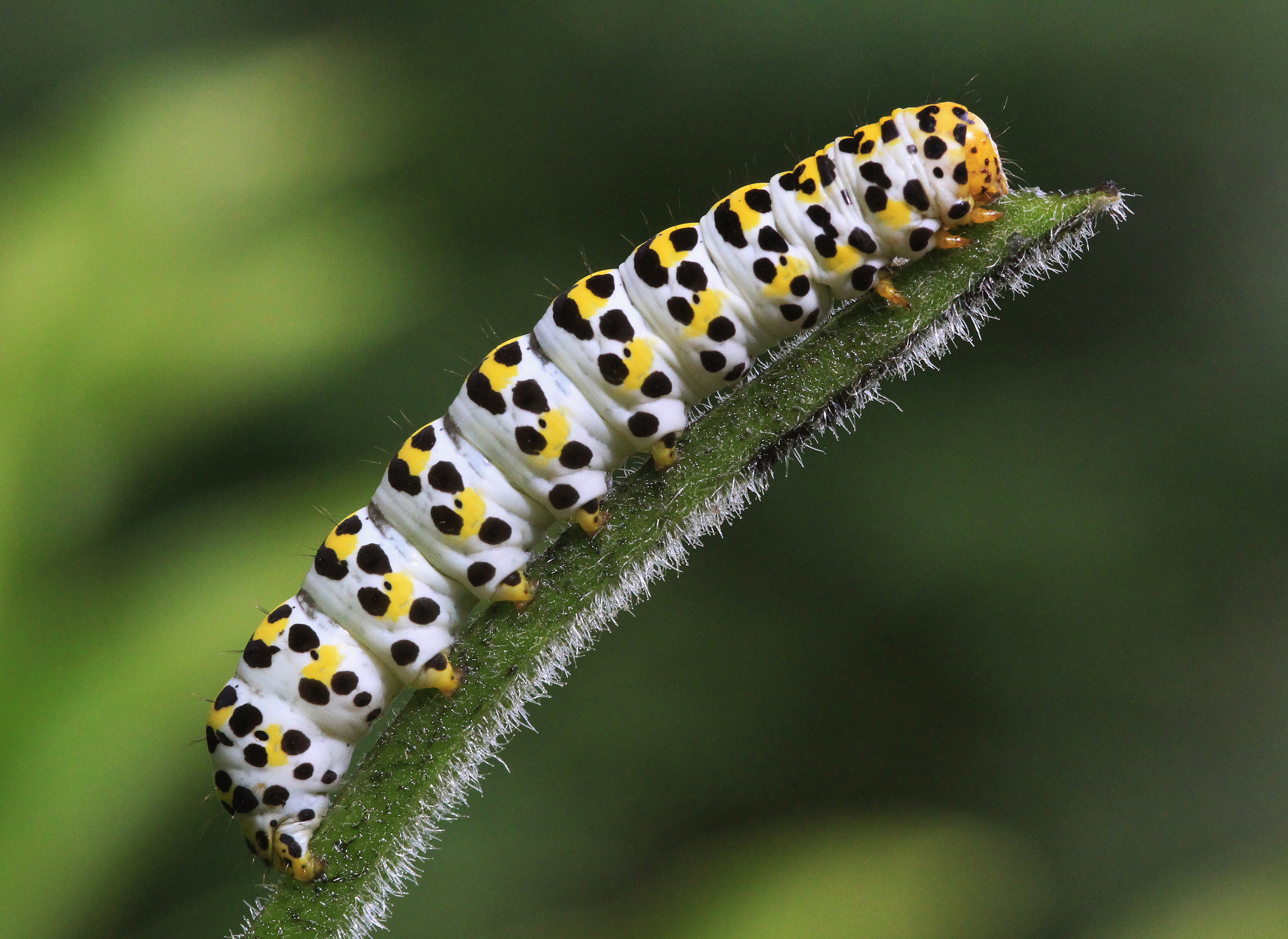
Shargacucullia scrophulariae

A görvélyfű csuklyásbagoly (Shargacucullia scrophulariae) a rovarok (Insecta) osztályának a lepkék (Lepidoptera) rendjébe, ezen belül a bagolylepkefélék (Noctuidae) családjába tartozó faj.

## Elterjedése
A nedvesebb élőhelyekhez kötődik, így Nyugat-, Közép- és Észak-Európában szélesen elterjedt, míg dél felé fokozatosan egyre ritkábbá válik. Nyugat-Európában a Brit-szigetek kivételével mindenütt előfordul.

## Megjelenése
- lepke: szárnyfesztávolsága 38–47 mm.  Világosbarna alapszínű, a felső szárny felső és alsó szélén sötétebb szegély.
- hernyó: 50 mm hosszúságú piszkosfehér alapszínű, sárga, szürke, fekete foltokkal minden szegmensben.
- báb: barna-sárga színű.

## Életmódja
- nemzedék:   egyetlen nemzedéke májustól júliusig repül.
- hernyók tápnövényei: Scrophularia nodosa, Scrophularia umbrosa, Scrophularia auriculata, Scrophularia canina, Verbascum austriacum, V. nigrum, a lila ökörfarkkóró (Verbascum phoeniceum)

## Szinonimák
- Cucullia Scrophulariae
- Noctua Scrophulariae[Denis & Schiffermüller], 1775
- Shargacucullia rivulorum Guenée, 1852

## Fordítás
- Ez a szócikk részben vagy egészben  a   Braunwurz-Mönch című német Wikipédia-szócikk fordításán alapul.  Az eredeti cikk szerkesztőit annak laptörténete sorolja fel. Ez a jelzés csupán a megfogalmazás eredetét és a szerzői jogokat jelzi, nem szolgál a cikkben szereplő információk forrásmegjelöléseként.